# Hydromorphus
Genre
Hydromorphus est un genre de serpents de la famille des Dipsadidae.

## Répartition
Les espèces de ce genre se rencontrent en Amérique centrale et en Colombie.

## Liste des espèces
Selon The Reptile Database (3 septembre 2013) :
- Hydromorphus concolor Peters, 1859
- Hydromorphus dunni Slevin, 1942

## Publication originale
- Peters, 1859 : Über die von Hrn. Dr. Hoffmann in Costa Rica gesammelten und an das Königl. Zoologische Museum gesandten Schlangen. Monatsbericht der Königlich-Preussischen Akademie der Wissenschaften zu Berlin, vol. 1859, p. 275-278 (texte intégral).